# Valva

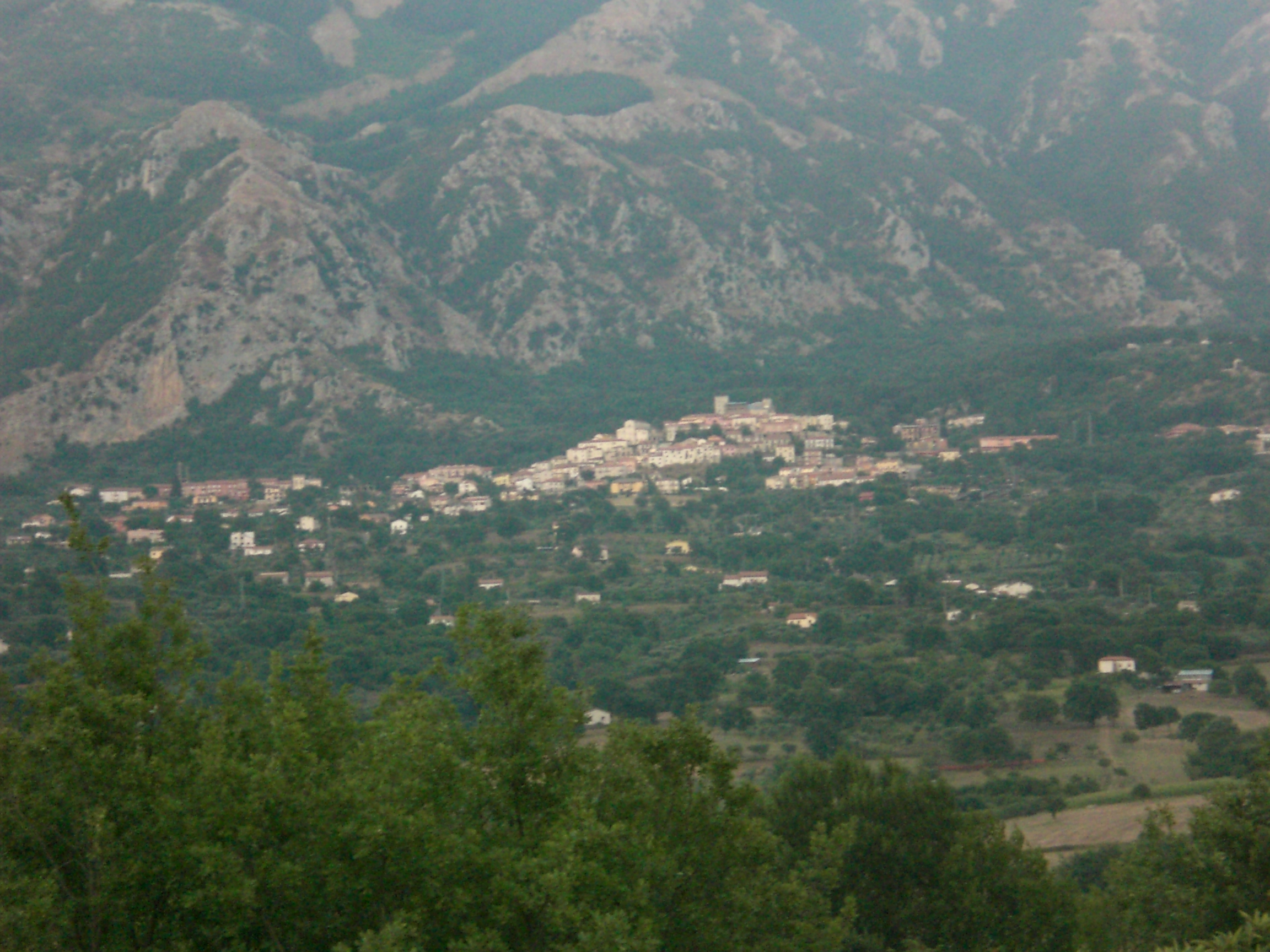
Blick auf Valva

Valva ist eine italienische Gemeinde mit 1529 Einwohnern (Stand 31. Dezember 2023) in der Provinz Salerno in der Region Kampanien. Sie ist Bestandteil der Comunità Montana Tanagro - Alto e Medio Sele.

## Geografie
Die Nachbargemeinden sind   Calabritto (AV), Caposele (AV), Colliano, Laviano, Oliveto Citra und Senerchia (AV). Die Ortsteile sind Madonnella und Serra Casigliano.